# ۲۱۷ (پیش از میلاد)
۲۱۷ (پیش از میلاد) ۲۱۷مین سال قبل از تقویم میلادی است.

## رویدادها
- نبرد رافیا میان سلوکیان و دودمان بطلمیوسی مصر